# Leopoldinia major
Leopoldinia major là loài thực vật có hoa thuộc họ Arecaceae. Loài này được Wallace mô tả khoa học đầu tiên năm 1853.